# Georges Aubé
Georges Aubé (Nonant-le-Pin, 1º giugno 1884 – 22 novembre 1971) è stato un aviatore e generale francese, distintosi come ufficiale nel corso della prima guerra mondiale. Dopo l'inizio della seconda guerra mondiale divenne vice comandante in capo della difesa aerea e poi assunse il ruolo di Ispettore generale della difesa aerea. Dopo la firma dell'armistizio di Compiègne fu comandante della 3ª Regione aerea e poi della 4ª Regione aerea.

## Biografia
Nacque a Nonant-le-Pin, Orne, il 1 giugno 1884, figlio di François Jean Charles e Léontine Augustine Premery. Dopo aver frequentato l'École polytechnique, entrò in servizio nell'Armée de terre, assegnato all'arma di artiglieria, venendo promosso sottotenente il 1 ottobre 1906, assegnato al 35º Reggimento d'artiglieria, e tenente il 1 ottobre 1908,  assegnato al 21º Reggimento d'artiglieria e poi al 5º Reggimento di artiglieria a piedi.
Nel corso della prima guerra mondiale transitò in servizio nell'Aéronautique Militaire, che allora faceva parte dell'esercito. Fu promosso capitano il 22 febbraio 1915, divenendo capo della Capo della sezione di fotografia aerea della IIIe Armée, il 4 luglio 1917 assunse il comando della Escadrille C28 venendo promosso maggiore a titolo temporaneo il 23 luglio 1918. Nel 1921 fu assegnato al Deposito Speciale dell'Aviazione n. 1, passando poi all'Ispettorato Generale dell'Aviazione presso lo Stato Maggiore Generale.
Il 25 marzo 1925 fu promosso tenente colonnello e il 25 dicembre 1929 colonnello, assegnato all'Ispettorato del materiale e degli impianti dell'aeronautica militare. Assunse la carica di comandante di comandante del centro di addestramento di Cazaux nel 1930, mantenendola per un anno. Il 3 settembre 1934 fu promosso generale di brigata aerea, e il 1º luglio 1936 divenne vicecapo di stato maggiore dell'Armée de l'air, ormai arma indipendente, e ricoprì questo incarico fino al 15 ottobre 1936. Distaccato presso lo stato maggiore dell'aeronautica il 15 ottobre 1936, fu promosso generale di divisione aerea il 3 marzo 1937.
Dopo la sua promozione a generale d'armata aerea, il 1 luglio 1937, fu membro del Consiglio supremo dell'aeronautica militare (Conseil Supérieur de l'Air) tra il 1º luglio 1937 e il 9 ottobre 1940. Dal 7 maggio al 15 ottobre 1938 fu il primo Ispettore generale della difesa aerea territoriale e tra il 15 ottobre 1938 e il 2 settembre 1939 ispettore della difesa antiaerea e dell'aviazione da caccia. Un giorno dopo l'inizio della seconda guerra mondiale, il 2 settembre 1939, divenne vice comandante in capo della difesa aerea e poi assunse nuovamente il ruolo di ispettore generale della difesa aerea tra il 20 ottobre 1939 e il 29 giugno 1940. Dopo essere stato comandante della 3ª Regione aerea dal 29 giugno al 27 luglio 1940, ricoprì l'incarico di comandante della 4ª Regione aerea tra il 27 luglio e il 9 ottobre 1940. Fu messo in congedo il 9 ottobre 1940, prima di andare definitivamente in pensione il 9 ottobre 1945. Per i suoi servizi fu anche nominato Grande Ufficiale della Legion d'onore. Si spese il 22 novembre 1971.

### Fonti
1. 1 2 3 4 5 6 7 8 9  Generals.
2. 1 2  Geneanet.
3. ↑  Albin Denis.
4. ↑  Hingham 2012, p. 31.